# Combesaleyrodes
Combesaleyrodes es un género hemiptera de la familia Aleyrodidae, con una subfamilia: Aleyrodinae.

## Especies
Las especies de este género son:
- Combesaleyrodes bouqueti Cohic, 1966
- Combesaleyrodes tauffliebi Cohic, 1966